# Wachtang Balawadse

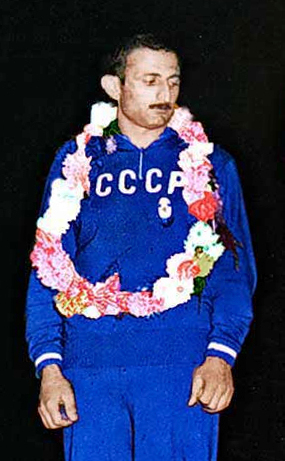
Wachtang Balawadse

Wachtang Michailowitsch Balawadse (georgisch ვახტანგ ბალავაძე, russisch Вахтанг Михайлович Балавадзе; * 20. November 1927; † 25. Juli 2018 in Tiflis) war ein sowjetischer Ringer georgischer Abstammung, zweifacher Weltmeister und Gewinner der Bronzemedaille im freien Stil im Weltergewicht bei den Olympischen Spielen 1956 in Melbourne.

## Werdegang
Wachtang Balawadse gehörte dem georgischen Verein "Burewestnik" Tiflis an. In den Sportvereinigungen "Burewestnik" waren zu sowjetischen Zeiten die Studenten organisiert. Wachtang wurde in Tiflis, wo ein Ringerzentrum bestand, zu einem hervorragenden Freistilringer ausgebildet. 1952 scheiterte er in der Olympiaqualifikation noch knapp an Wassili Rybalko. 1953 wurde er erstmals sowjetischer Meister im Weltergewicht und siegte auch bei den Weltfestspielen der Jugend in Bukarest vor Nikola Stantschew aus Bulgarien u. dem Finnen Salonen.
1954 fanden in Tokio Weltmeisterschaften im freien Stil statt. Wachtang wurde dort im Weltergewicht eingesetzt und gewann mit fünf Siegen den Weltmeistertitel. Er besiegte dabei so starke Ringer wie Bekir Büke aus der Türkei und Mohammad Ali Fardin aus dem Iran.
Bei den Olympischen Spielen 1956 in Melbourne gewann er u. a. über Alfred Tischendorf aus Jena, der die gesamtdeutsche Mannschaft vertrat und Per Berlin aus Schweden, unterlag jedoch etwas überraschend gegen İbrahim Zengin aus der Türkei und Mitsuo Ikeda aus Japan und gewann dadurch nur die Bronzemedaille.
Bei der Weltmeisterschaft 1957 in Istanbul blieb Wachtang ungeschlagen, lediglich İsmail Ogan aus der Türkei erkämpfte gegen ihn ein Unentschieden und wurde zum zweiten Mal Weltmeister. Diesen Titel konnte er bei der Weltmeisterschaft 1959 in Teheran nicht verteidigen, denn er traf auf einen sich in hervorragender Form befindenden Imam-Ali Habibi aus dem Iran, gegen den er nach Punkten verlor.
Bei seinem letzten Start bei einer internationalen Meisterschaft, den Olympischen Spielen 1960 in Rom enttäuschte Wachtang. Er gewann nur über den Inder Udey Chand, rang gegen Martin Heinze aus Halle unentschieden und verlor gegen Ismail Ogan. Er musste sich deshalb mit dem 11. Platz begnügen.
Auch im nationalen Bereich war Wachtang sehr erfolgreich. Er wurde 1956 sowjetischer Meister vor Muchtar Dadaschew u. M. Schebanow. 1957 gewann er diesen Titel vor Muchtar Dadaschew und Michail Bekmurzow und 1959 gewann er die Weltergewichtskonkurrenz bei der II. Spartakiade der UdSSR vor Michail Bekmurzow u. L. Tschumitschew.
Beim großen Doppelländerkampf Schweden gegen die UdSSR 1954 in Stockholm verlor Wachtang gegen Per Berlin und gewann gegen Hans Antonsson.

## Internationale Erfolge
(OS = Olympische Spiele, WM = Weltmeisterschaft, F = freier Stil, We = Weltergewicht, damals bis 73 kg Körpergewicht)
- 1953, 1. Platz, Weltfestspiele der Jugend in Bukarest, F, We, vor Nikola Stantschew, Bulgarien u. Salonen, Finnland
- 1954, 1. Platz, WM in Tokio, F, We, mit Siegen über Bekir Büke, Türkei, J. Monaghan, Neuseeland, Rene Chesneau, Frankreich, Yutaka Kaneko, Japan u. Mohammad Ali Fardin, Iran
- 1956, Bronzemedaille, OS in Melbourne, F, We, mit Siegen über Per Berlin, Schweden, Veikko Rantanen, Finnland u. Alfred Tischendorf, Deutschland u. Niederlagen gegen İbrahim Zengin, Türkei u. Mitsuo Ikeda, Japan;
- 1957, 1. Platz, WM in Istanbul, F, We, mit Siegen über Miroslaw Zywczyk, Polen, Garibaldo Nizzola, Italien, Murtaza Murtazow, Bulgarien u. Muhammad Ali Fardin u. einem Unentschieden gegen İsmail Ogan, Türkei
- 1959, 2. Platz, WM in Teheran, F, We, mit Siegen über Ameen, Ceylon (Sri Lanka), Miroslaw Zywczyk, Shunta Ishikura, Japan u. Daniel Hauser, Schweiz, einem Unentschieden gegen Ismail Ogan u. einer Niederlage gegen Imam-Ali Habibi, Iran
- 1960, 11. Platz, OS in Rom, F, We, mit einem Sieg über Udey Chand, Indien, einem Unentschieden gegen Martin Heinze, Deutschland u. einer Niederlage gegen Ismail Ogan